# Geloso
Geloso, fundada el 1931 per Giovanni Geloso, va ser un fabricant italià de ràdios, televisors, amplificadors, receptors de radioaficionats, equips d'àudio i components electrònics. la seva seu estava situada a Milà, Viale Brenta 29.

## Història

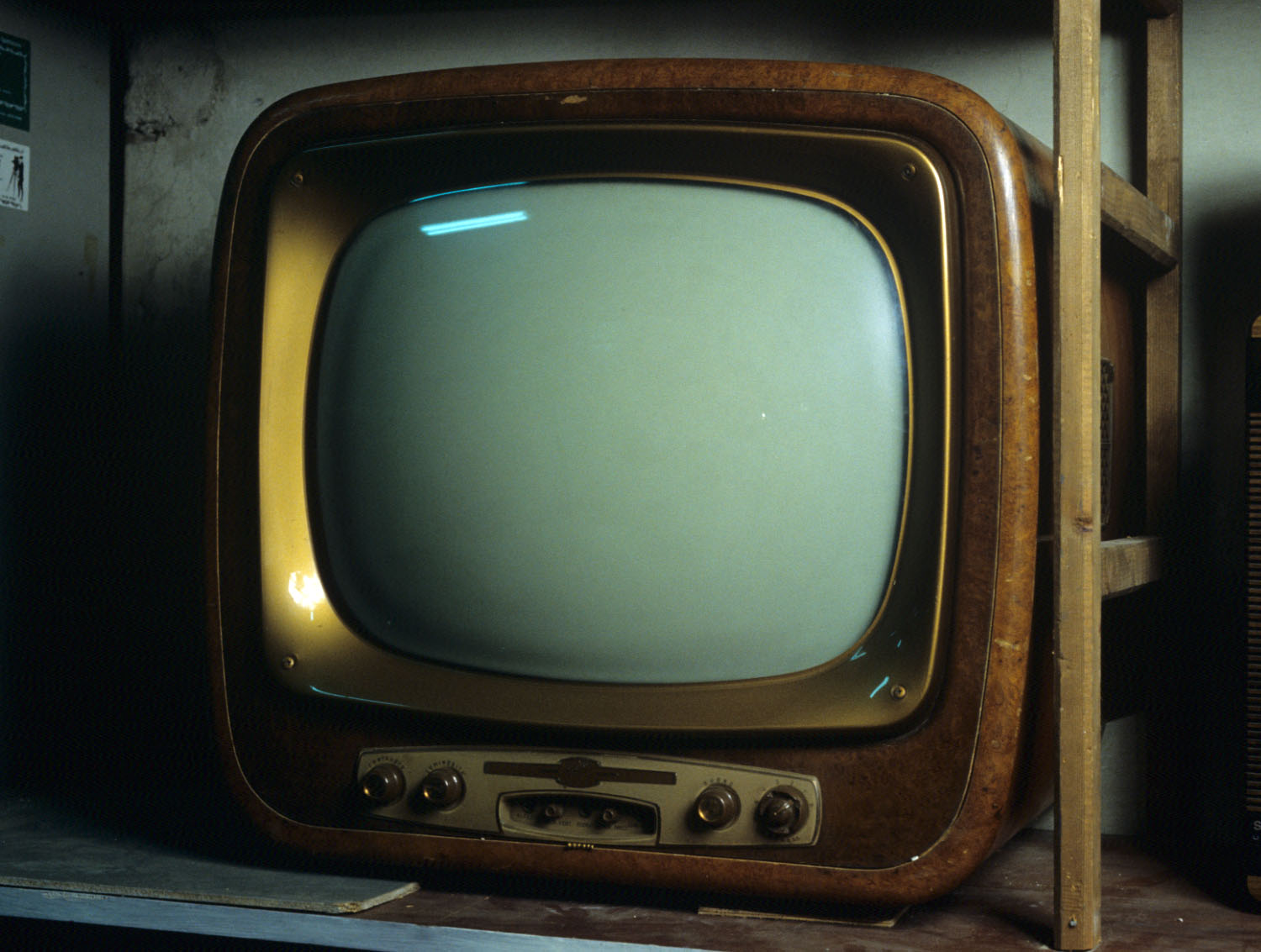
Televisió mòbil Geloso de 1955

El 1931 l'empresa va iniciar la producció no només d'aparells de ràdio sinó també de la majoria dels components electrònics amb què estaven construïts i, amb el temps, també va desenvolupar i patentar molts altres. Després de la Segona Guerra Mundial, Geloso va ampliar i ampliar la seva producció, convertint-se a partir del 1950 en un punt de referència per als entusiastes de l'electrònica de consum i els aficionats. Els nombrosos productes de la marca Geloso eren coneguts a tot Itàlia i molt apreciats a l'estranger. La producció va consistir en productes innovadors coneguts per la seva alta qualitat, construcció sòlida i preu raonable. La producció principal va estar composta per ràdios, amplificadors, gravadores, televisors, kits i instruments professionals de laboratori. Aquests es van complementar amb components com a condensadors, resistències, potenciòmetres, interruptors, connectors, transformadors i micròfons.
A la mort del seu fundador el 1969, Geloso S. p. A. s'havia convertit en un imperi amb vuit plantes de producció i una xarxa comercial capil·lar i eficient. La fabricació va continuar fins al 1972, any en què va tancar definitivament. Hi va haver diverses raons per a aquest tancament, entre d'altres, la ferotge competència estrangera, problemes de gestió, demandes sindicals i endeutament massiu amb els bancs. Emblemàtica la definició de "Neo a esborrar" donada per Victori Valletta (persona notòriament vinculada a Mediobanca) en relació al sector electrònic d'Olivetti.

## Butlletí Tècnic Geloso
Geloso era considerat un bon home de negocis, però també algú que volia compartir la passió per l'electrònica. El 1931 va produir una publicació trimestral gratuïta coneguda com 'Butlletí Tècnic Geloso'. Aquest contenia tot allò necessari per a la reparació i desenvolupament dels seus equips, però també i sobretot consells, instruccions, característiques, esquemes de circuits i tot el que els tècnics i aficionats necessitaven saber. Eren els anys en què no hi havia centres de formació; a més, les escoles especialitzades en electrònica eren extremadament rares. Aquests butlletins tècnics van tenir el mèrit de difondre, de manera senzilla i clara, coneixements a persones que altrament no haurien pogut aprendre i desenvolupar la seva passió.

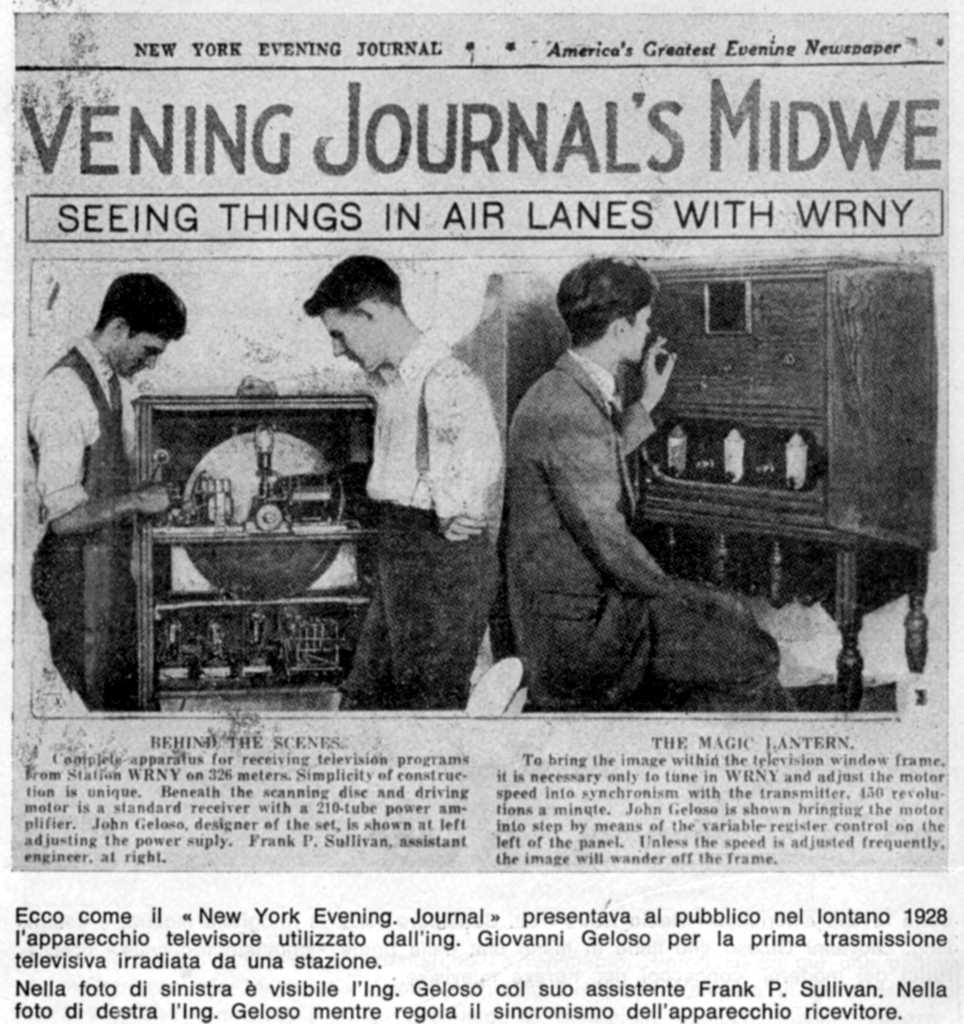
Butlletí Tècnic Geloso n.108-109 1968/1969. Les notícies reportades pels diaris de lèpoca.
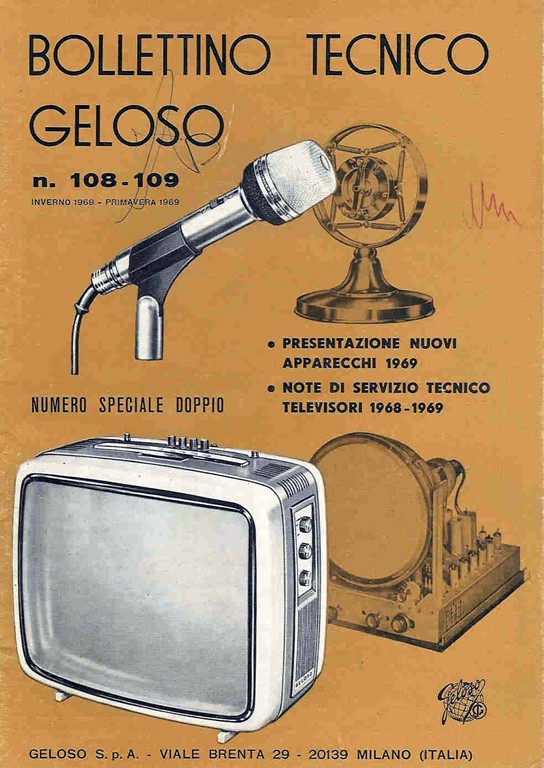
Butlletí Tècnic Geloso n.108-109 1968/1969
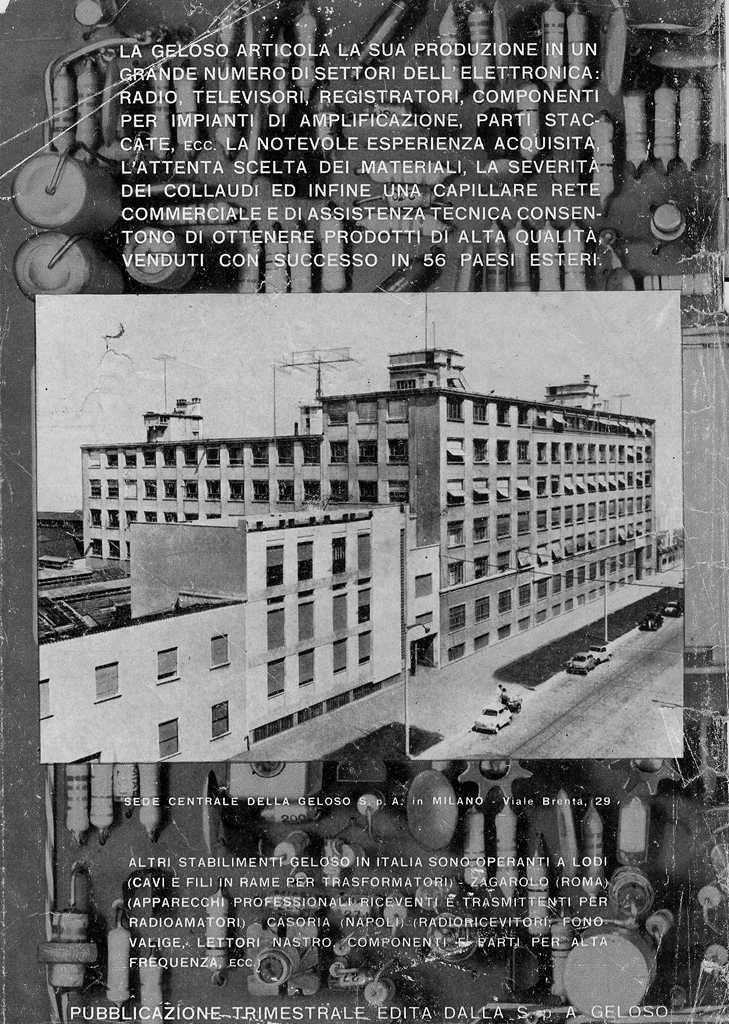
Butlletí Tècnic Geloso n.108-109 1968/1969
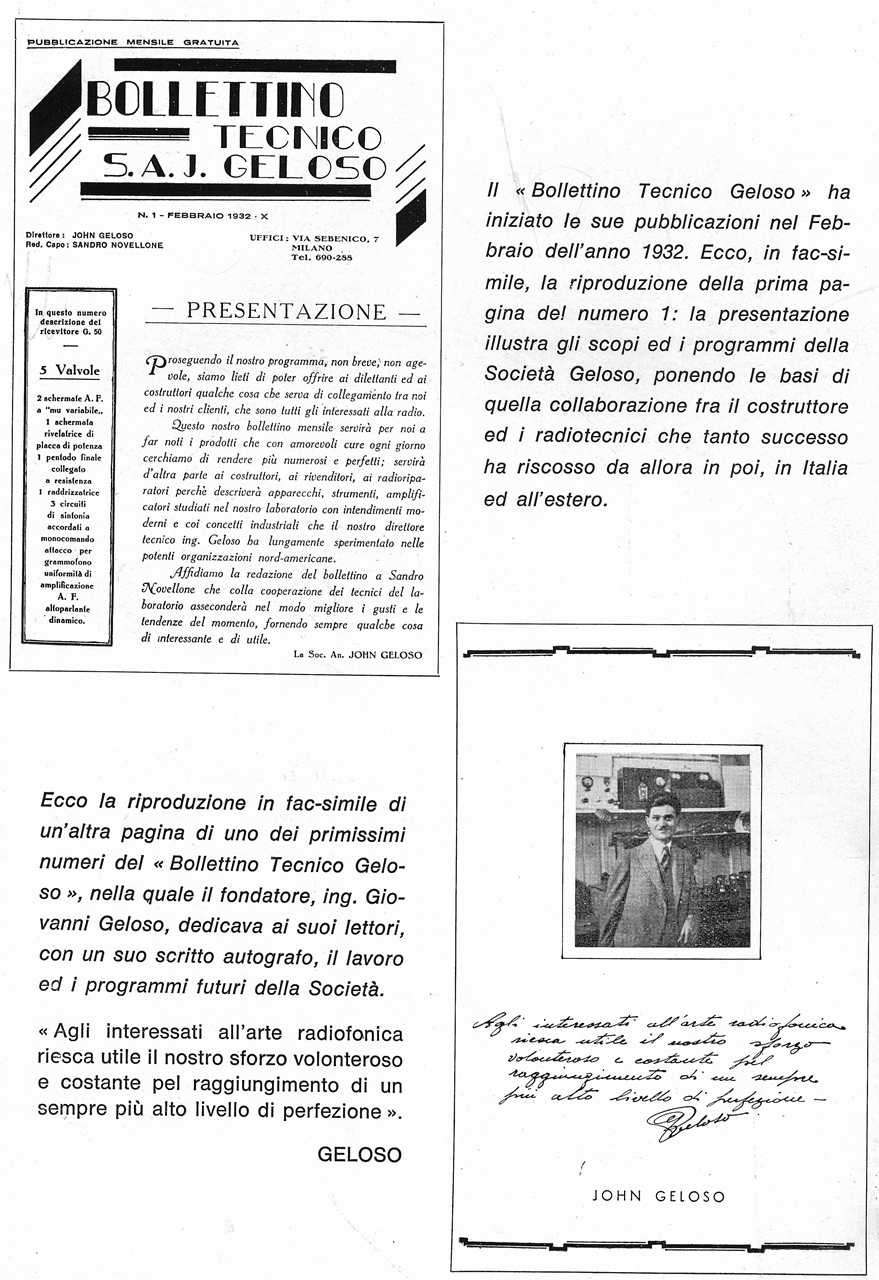
Butlletí Tècnic Geloso n.108-109 1968/1969 vaig explicar una nota de J. Geloso i una fotocòpia del primer butlletí tècnic de 1932.
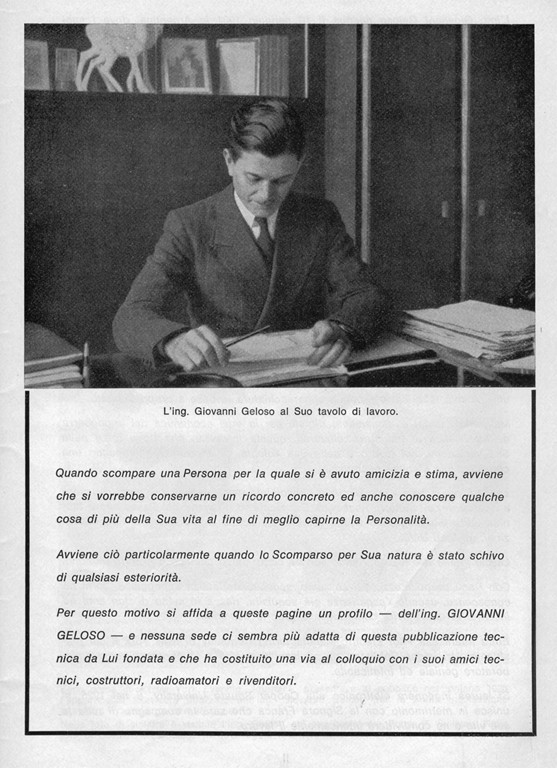
Butlletí Tècnic Geloso n.108-109 1968/1969: homenatge a J. Geloso
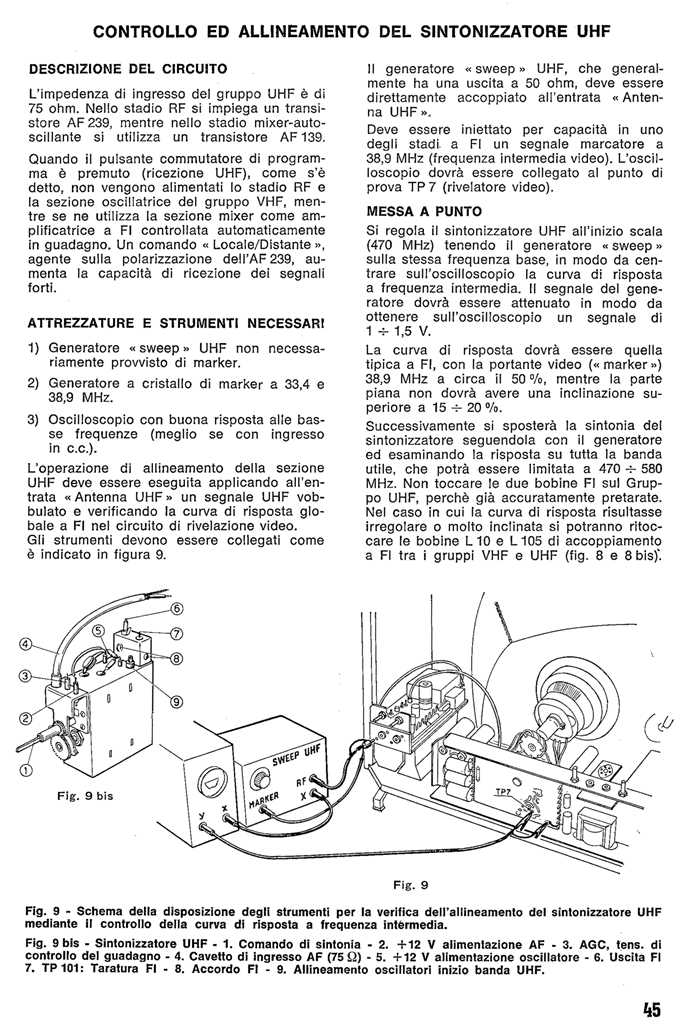
Butlletí Tècnic Geloso n.108-109 1968/1969: una pàgina típica de butlletí

## Kits d'automuntatge

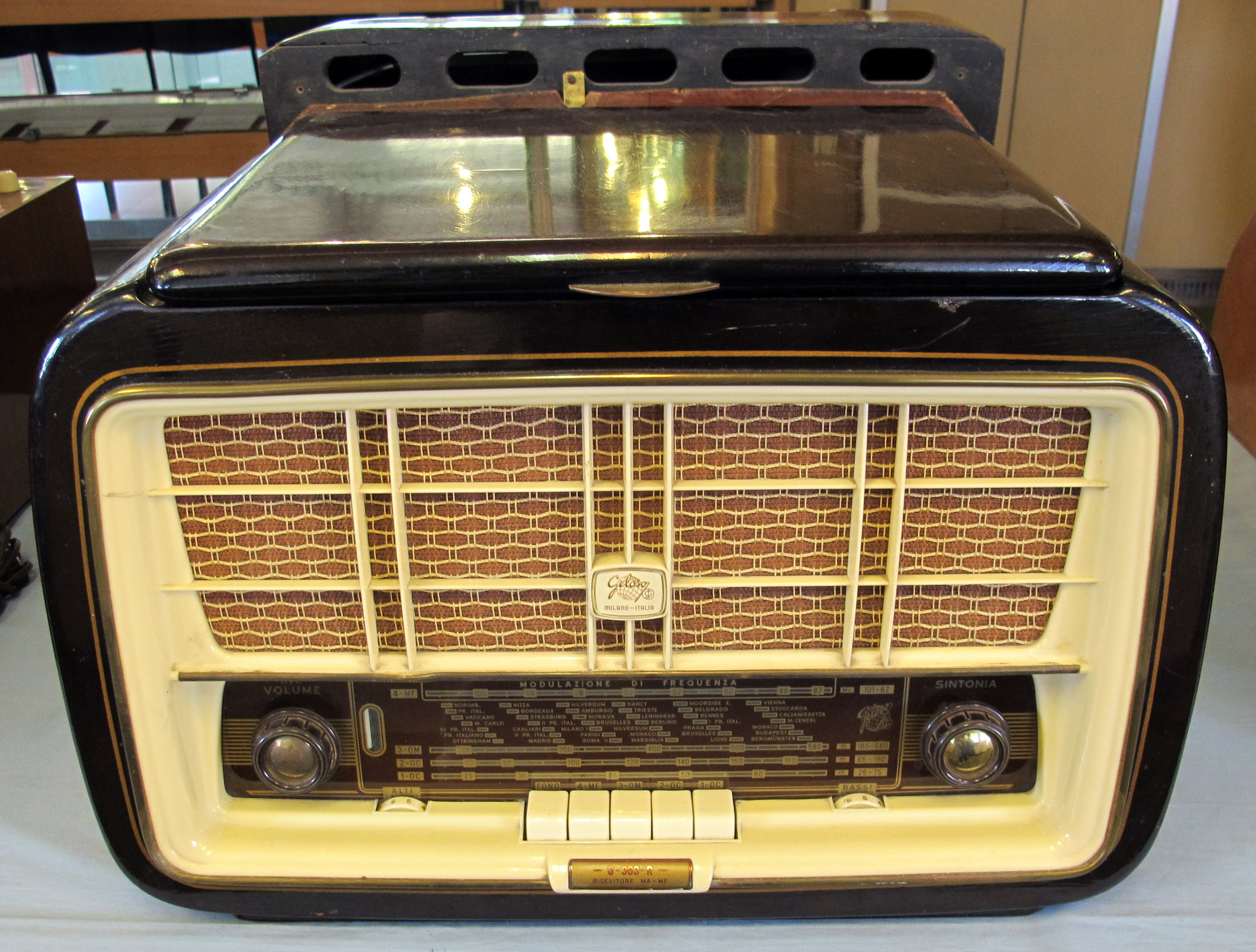
Ràdio vintage Geloso

Una altra aportació important de Geloso al coneixement i popularització de la tecnologia de la radio i de la televisió van ser principalment els kits de muntatge que permetien al comprador construir un receptor de televisió o ràdio, fins i tot equips de radioafició, gairebé des de zero. El punt de partida era el xassís metàl·lic proporcionat sobre el qual s'acoblaven els components. Algunes subconjunts pre-muntats i pre-calibrats facilitaven la feina. Seguint les instruccions dels butlletins, tot el conjunt podia seguir un calibratge final quedant tot completat i llest per a ser instal·lat en un moble de fusta amb poms, botons, etc., tot amb la marca Geloso.

Geloso S. p. A. va ser fabricant d'equips de radioaficionats entre 1931 i 1972. Alguns dels productes de Geloso de major èxit van ser: receptors de ràdio, gravadores, amplificadors d'àudio, tocadiscs, televisors, recanvis per a ràdio i TV, receptors i transmissors de radioaficionat.

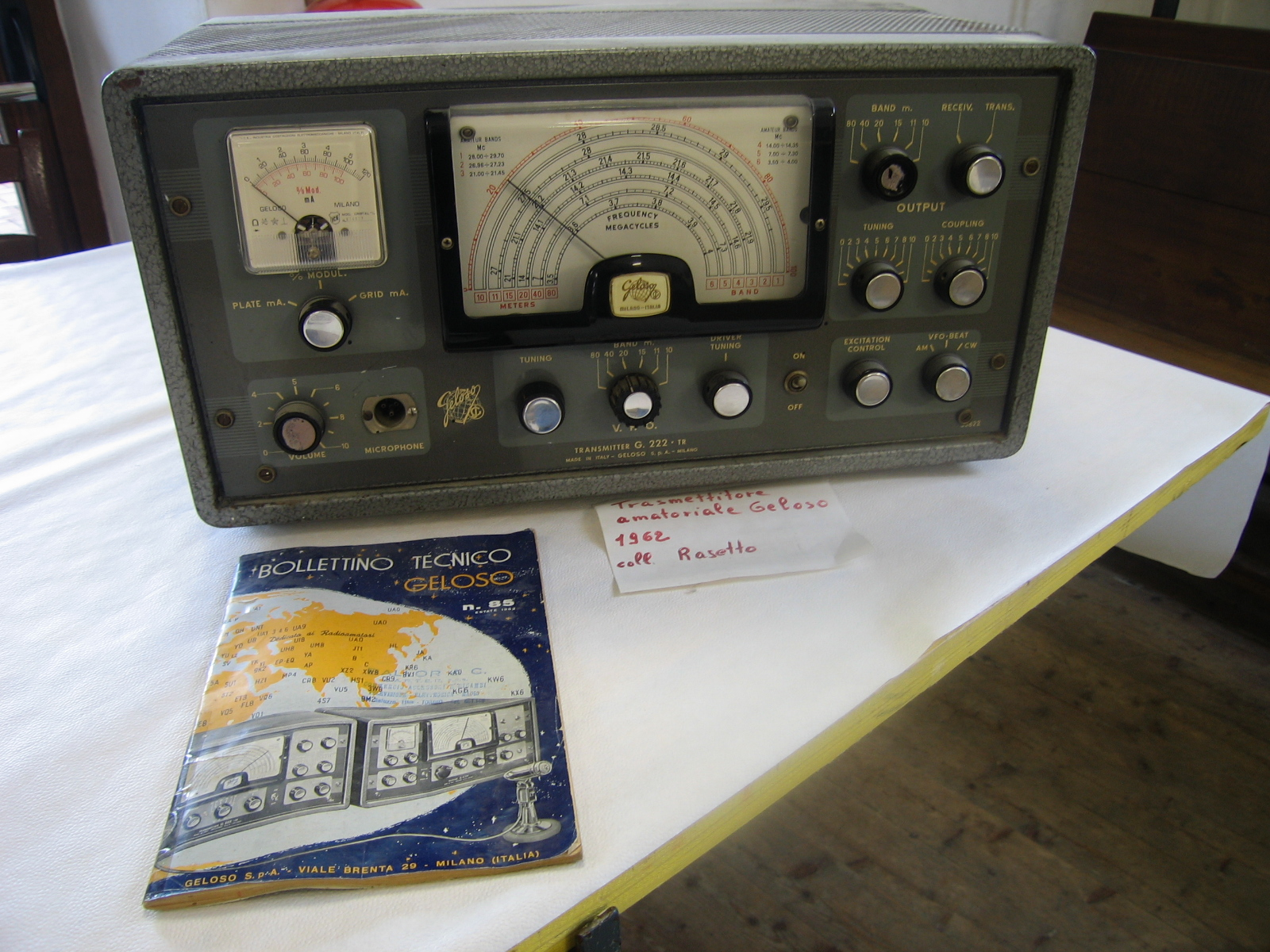
Transmissor aficionat - any 1962
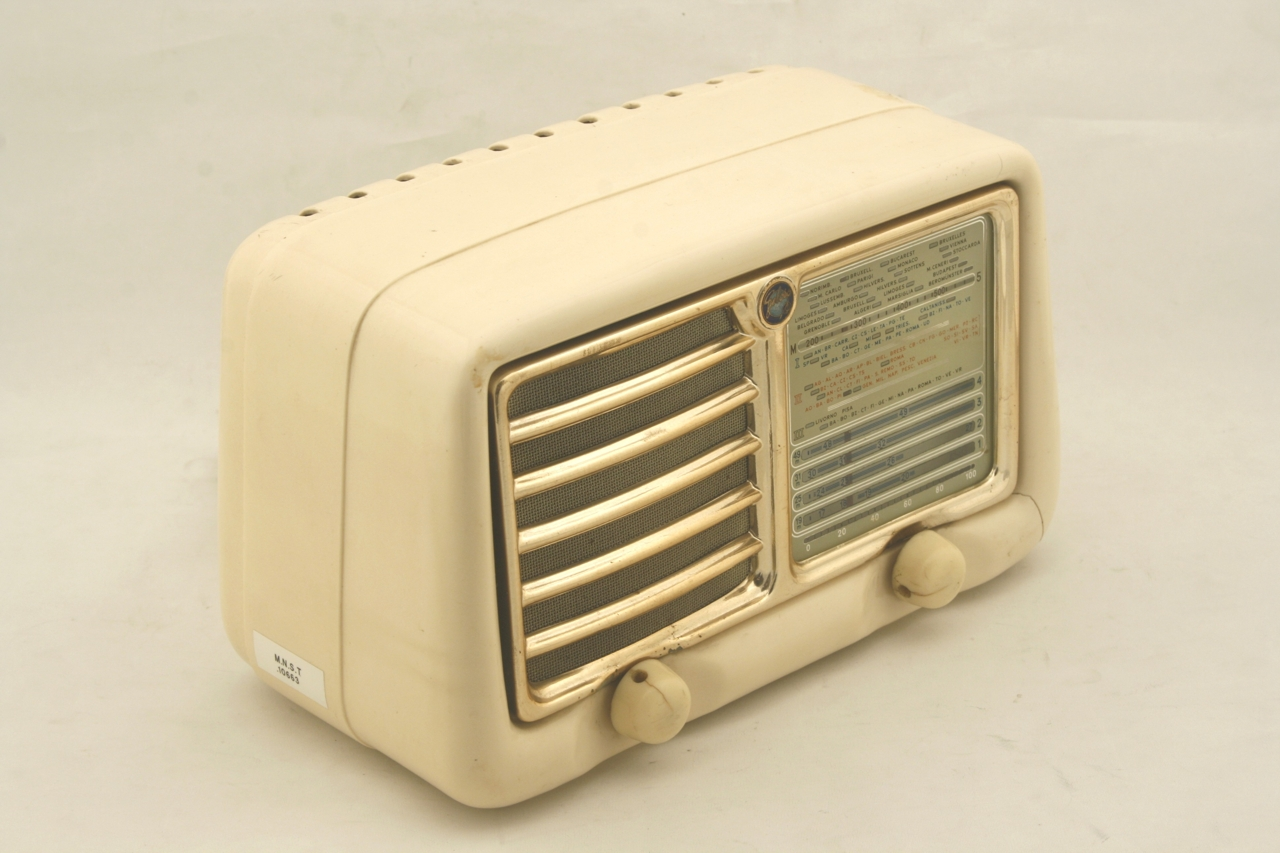
Receptor de ràdio Geloso G 303 B serie ANIE - any 1956
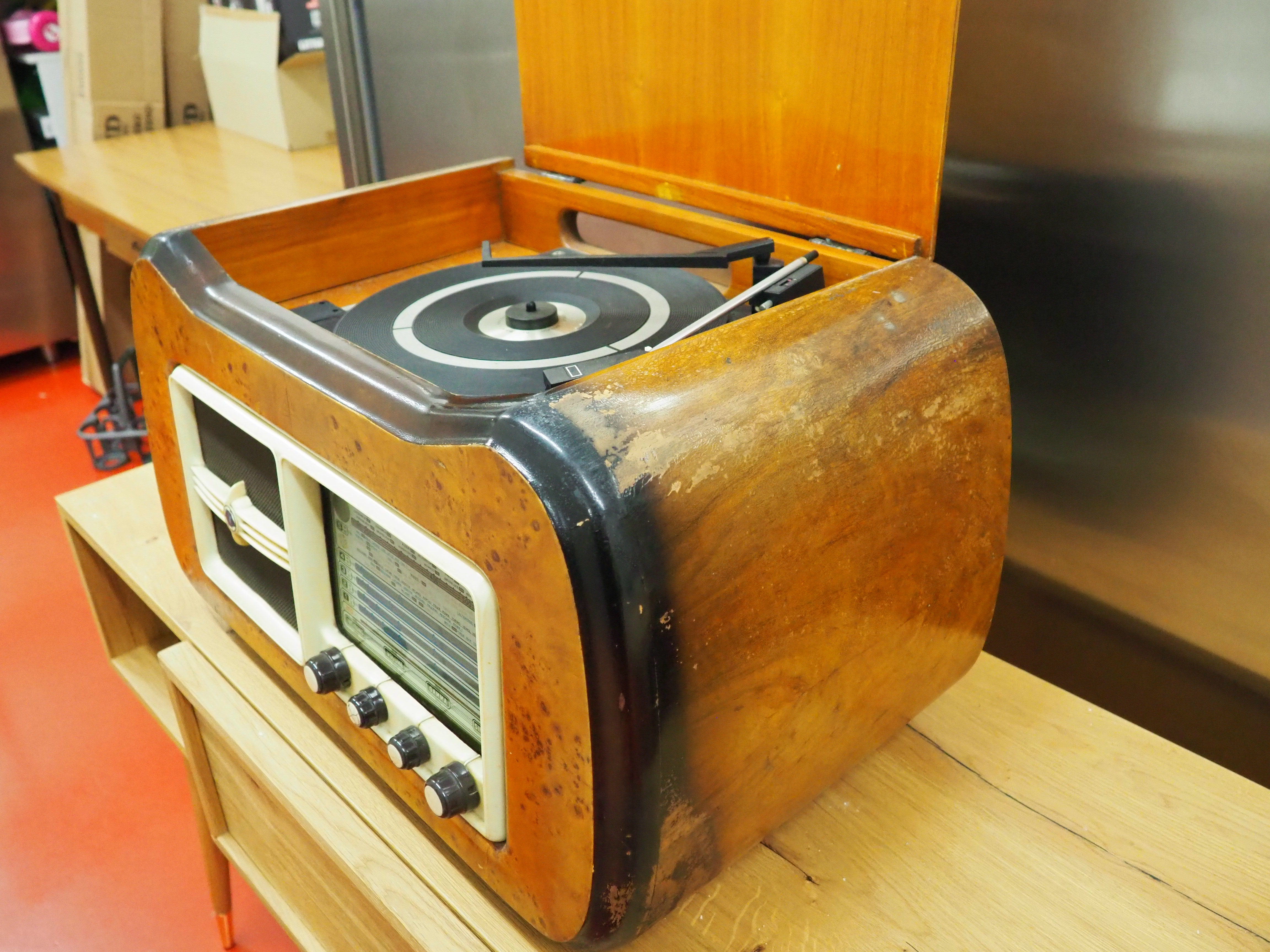
Fonoradio
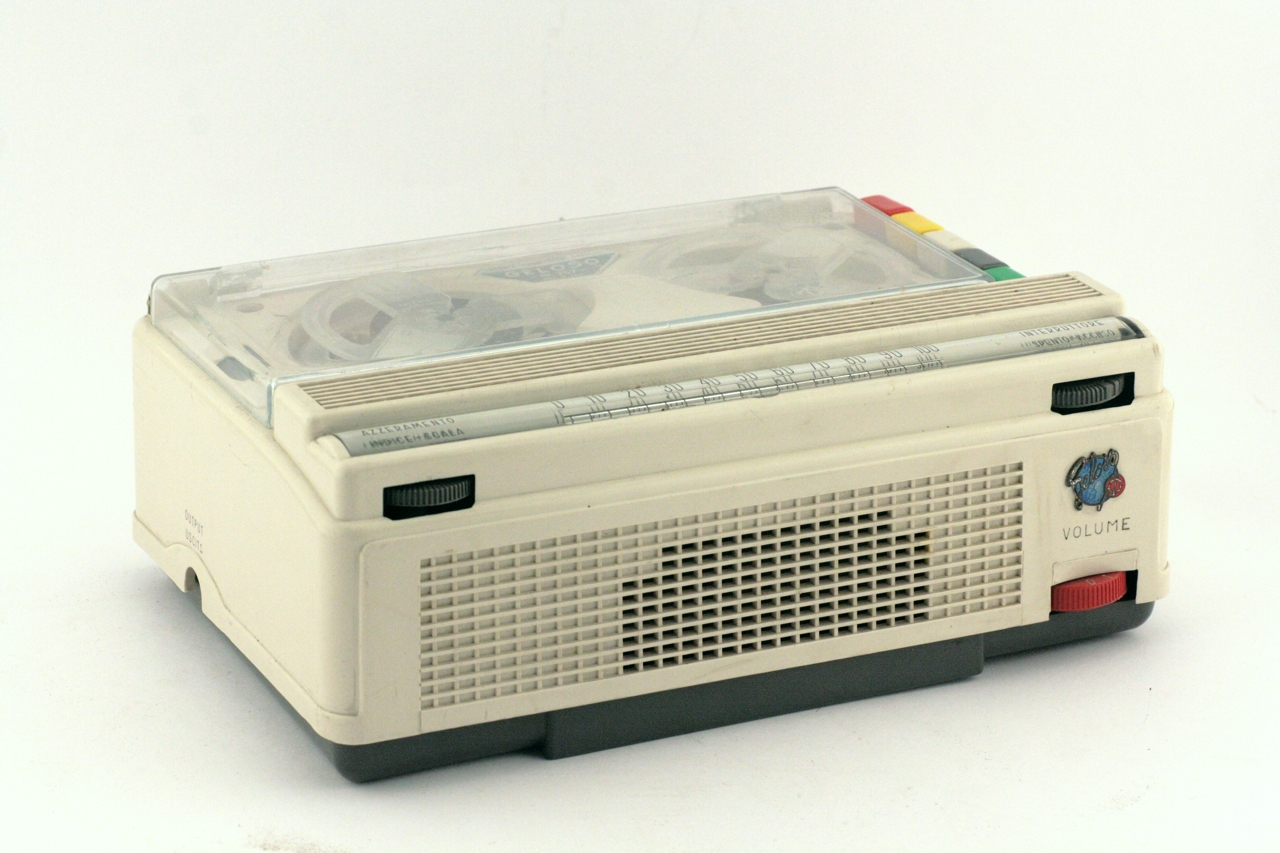
Gravadora de vàlvulesGelosoG 257 - any 1961
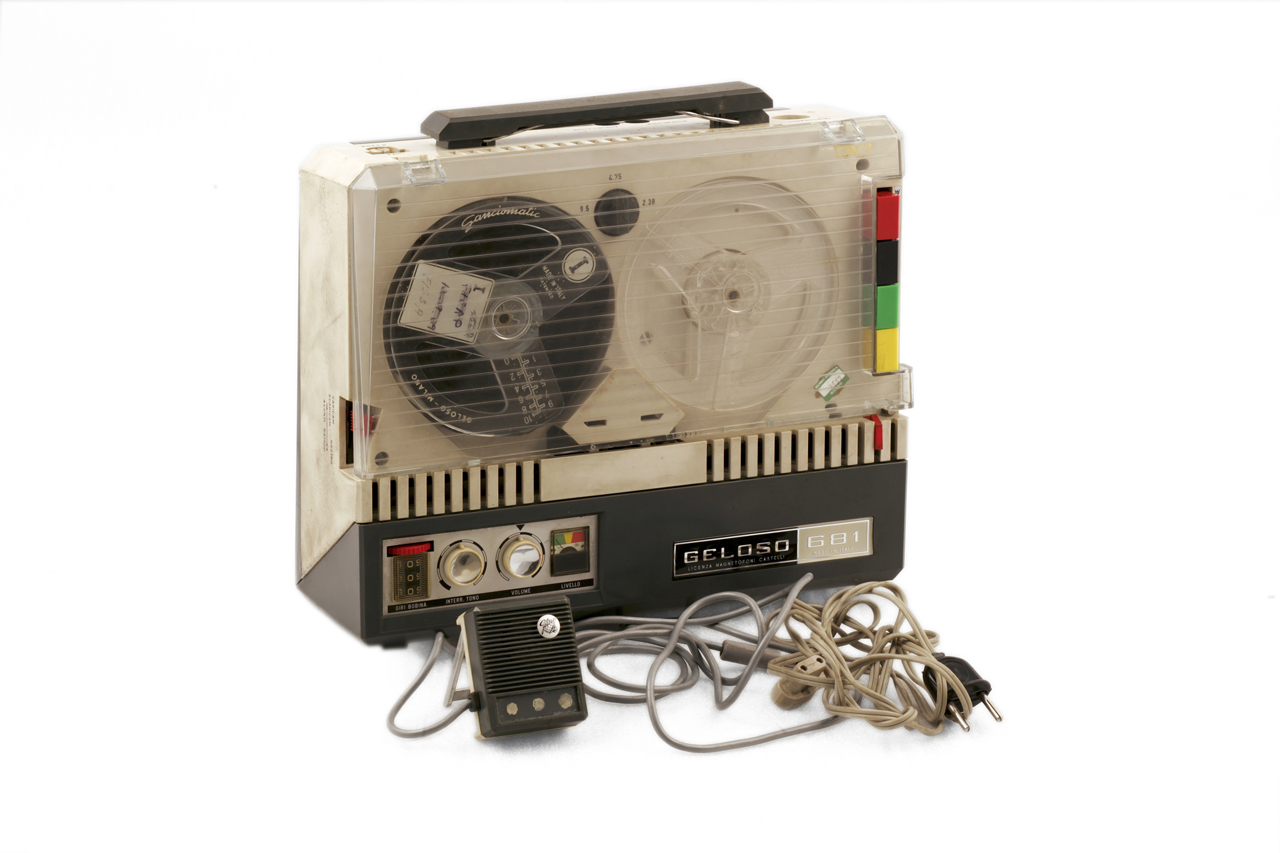
Gravadora de transistors G 681 - any 1964
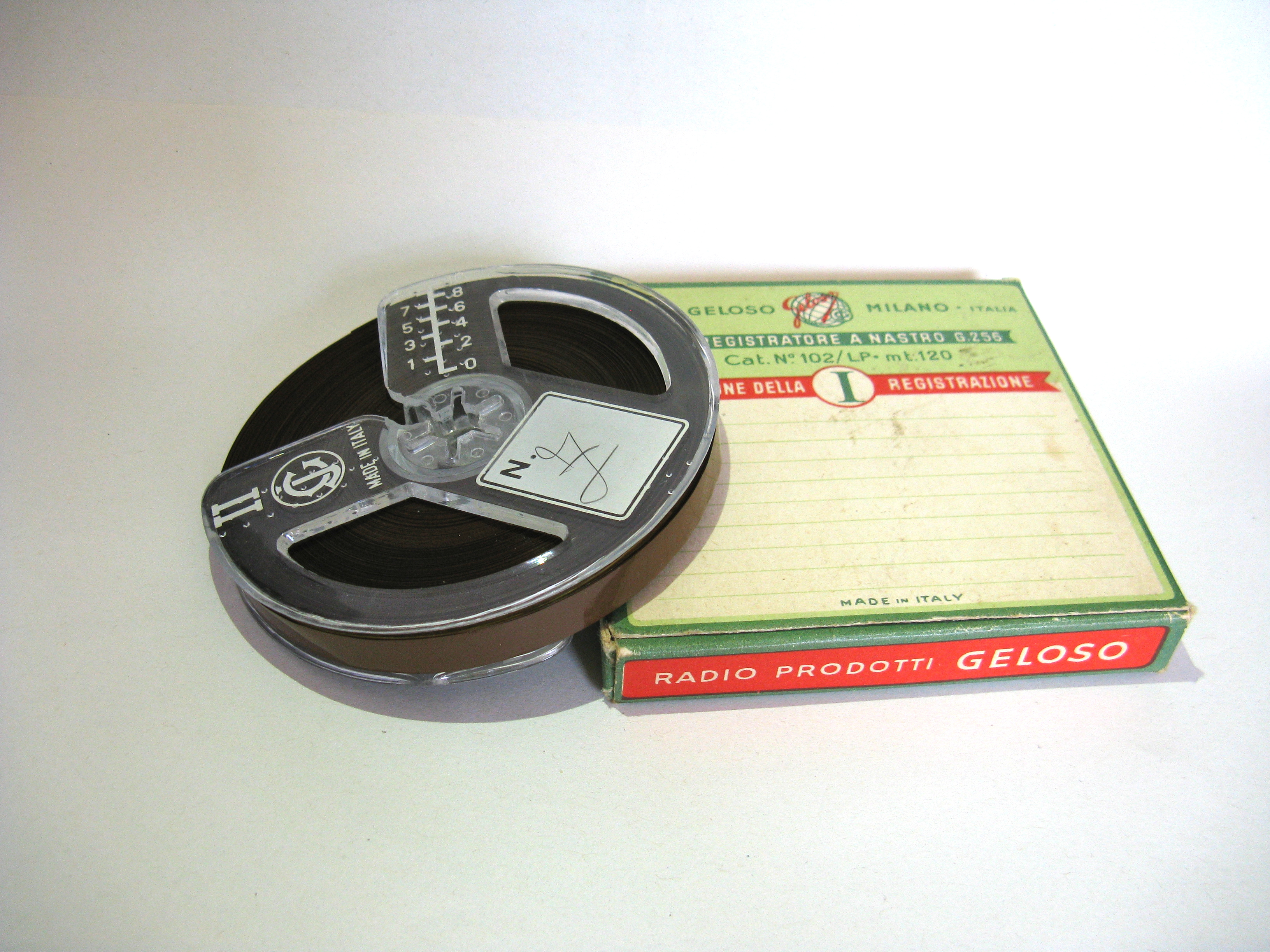
Bobina de cinta magnètica de 8 cm.